# Sistema de transmisión eléctrica Hydro-Québec

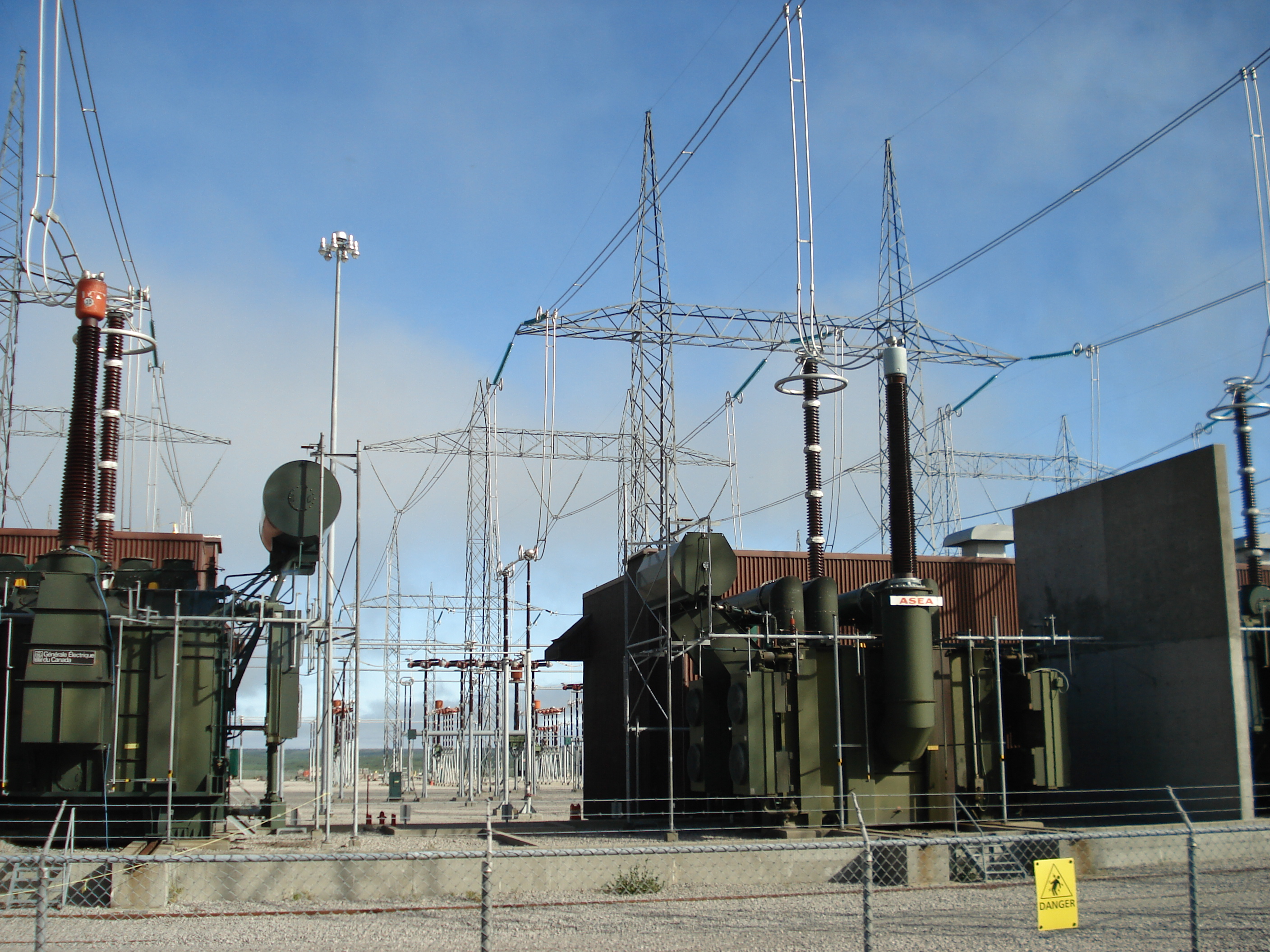
Subestación de 735 kV cerca de la estación generadora de Robert-Bourassa

El Sistema de transmisión de energía eléctrica Hydro-Québec es un sistema internacional de transmisión de energía con sede en Quebec, Canadá. Este sistema es pionero en el uso de líneas de alta tensión de 735 kV de corriente alterna (AC), que unen los centros de gran población de Montreal y la ciudad de Quebec, con centrales hidroeléctricas ubicadas a gran distancia, como la presa Daniel-Johnson, el James Bay Project en el noroeste de Quebec y la central de generación Churchill Falls en Labrador.

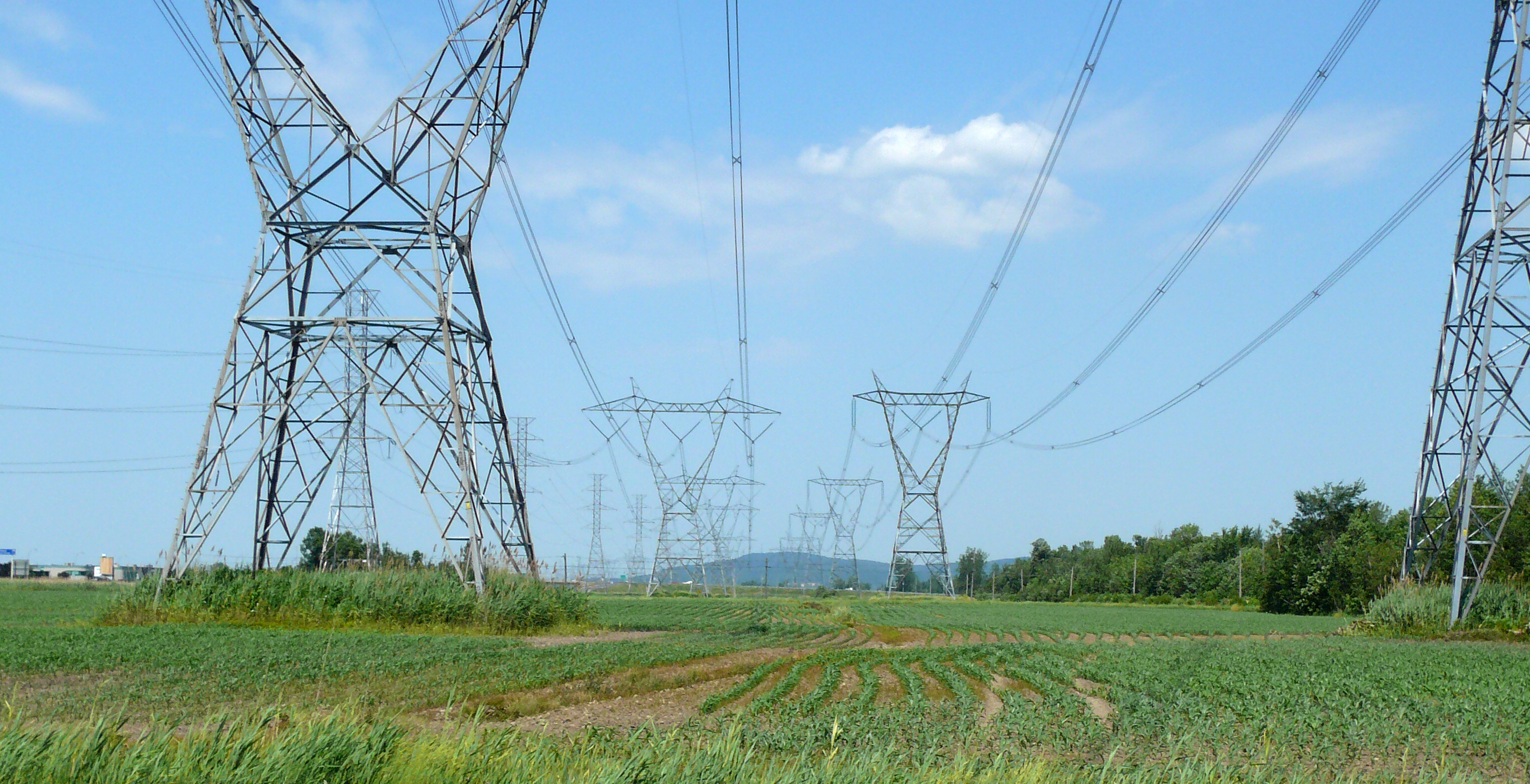
Dos tipos de torres Delta de circuitos individuales de 735 kV cerca de Saint-Jean-sur-Richelieu paralelos por una línea de circuito dual de 315 kV. La línea central de 735 kV usa una versión más grande de las torres Delta mientras que la de la derecha usa una más chica.

El sistema tiene más de 34 187 km (21 243 millas) de líneas y 530 subestaciones eléctricas. Es administrado por Hydro-Québec TransÉnergie, una división de la corporación estatal Hydro-Québec y es parte del Northeast Power Coordinating Council (Consejo de Coordinación de Energía del Noreste).

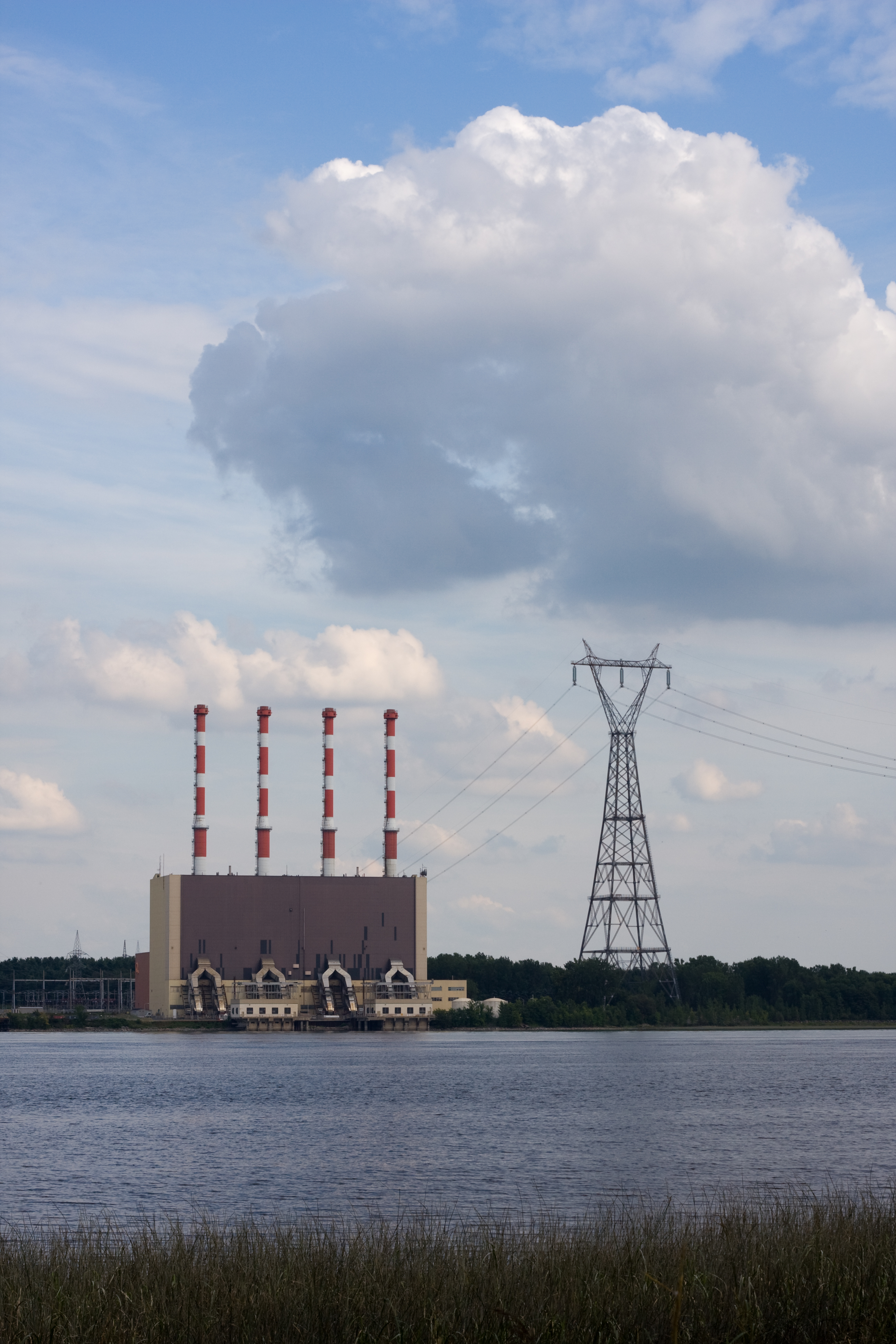
Una Torre de 174.6 metros adyacente a la ahora dada de baja estación eléctrica Tracy de Hydro-Québec.

El sistema tiene 15 interconexiones con los sistemas de Ontario, Nuevo Brunswick y el noroeste de los Estados Unidos, y 6 025 MW de capacidad de importación por interconexión, así como 7 974 MW de capacidad de exportación por interconexión.
La mayor expansión de la red comenzó con la puesta en marcha de la línea de alta tensión de 735 kV (AC) en 1965, ya que existía necesidad de transmisión de energía eléctrica a grandes distancias, desde el norte hasta el sur de Quebec.
Una gran parte de la población de Quebec recibe el servicio a través de unas pocas líneas de alta tensión de 735 kV. Esto contribuyó a la gravedad de los cortes de energía que siguieron a la tormenta de hielo en América del Norte de 1998. La extensión y duración de esta interrupción del servicio dio lugar a críticas al sistema de transmisión de energía y existen controversias relacionadas con el uso de centrales hidroeléctricas.

### Torres eléctricas

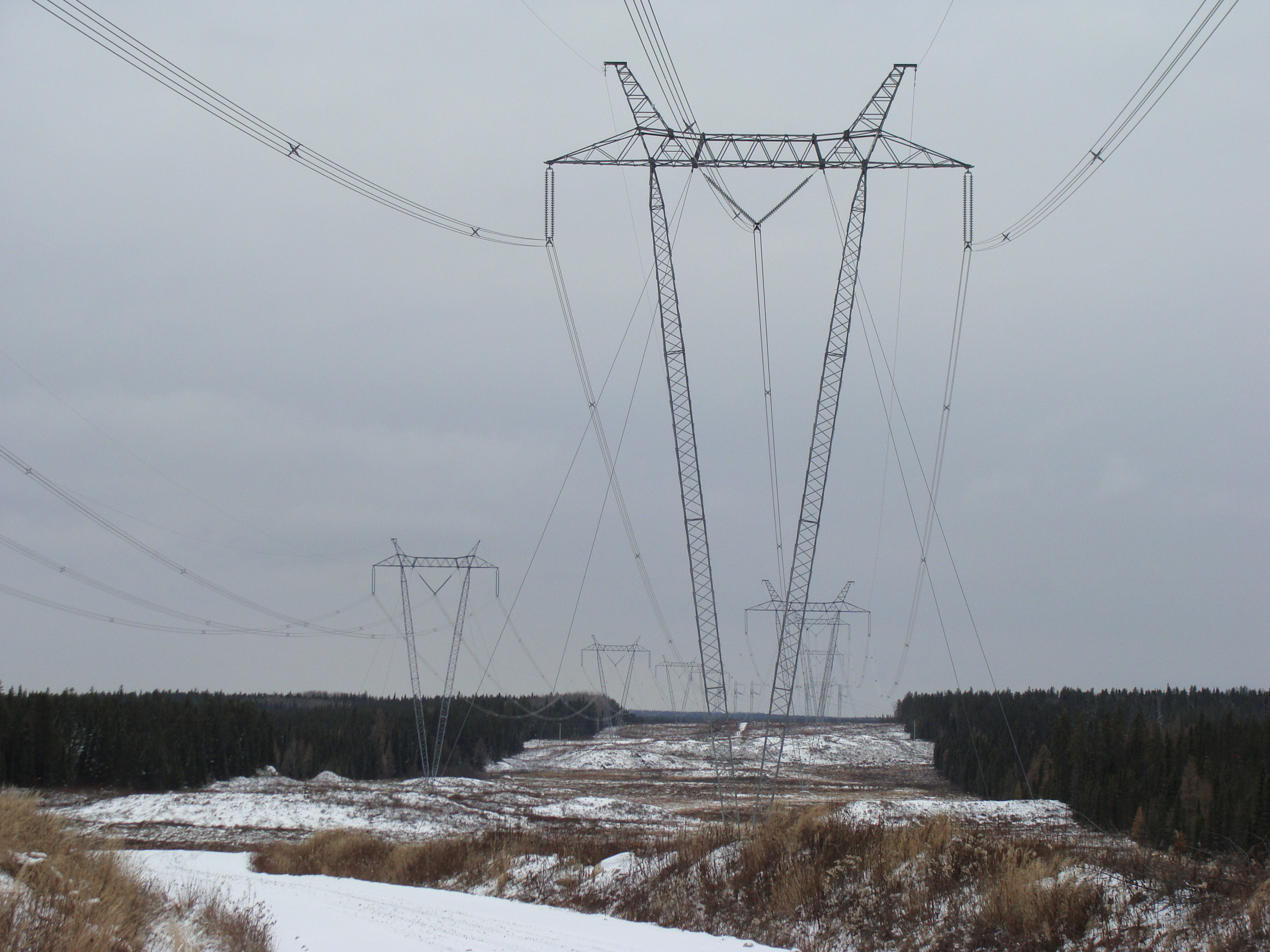
Torres cerca de Chapais, Quebec

### Interconexiones

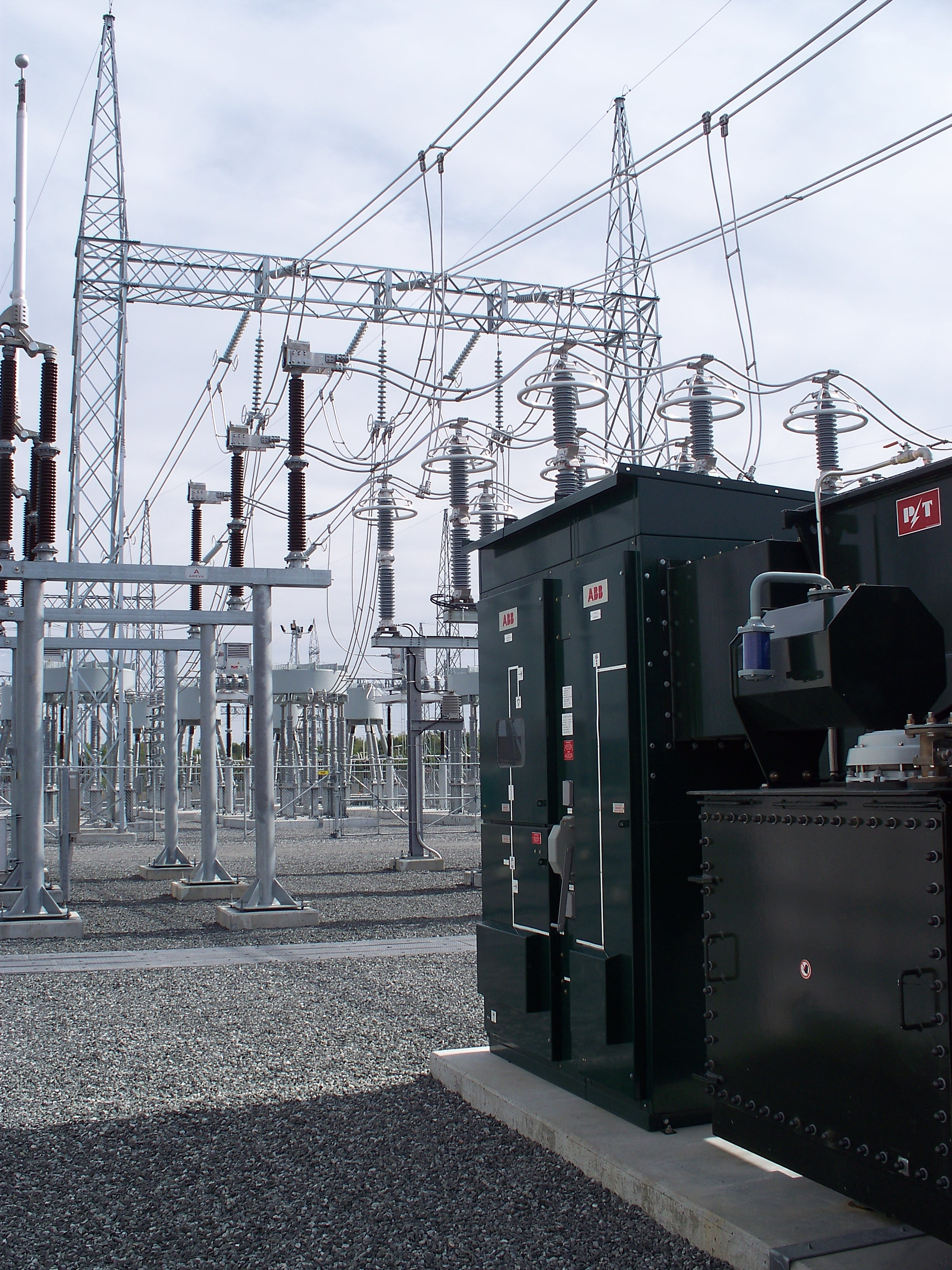
La subestación Outaouais, la más nueva de 19 interconexiones entre la red de Hydro-Québec y las redes de energía vecinas.

#### Recorrido

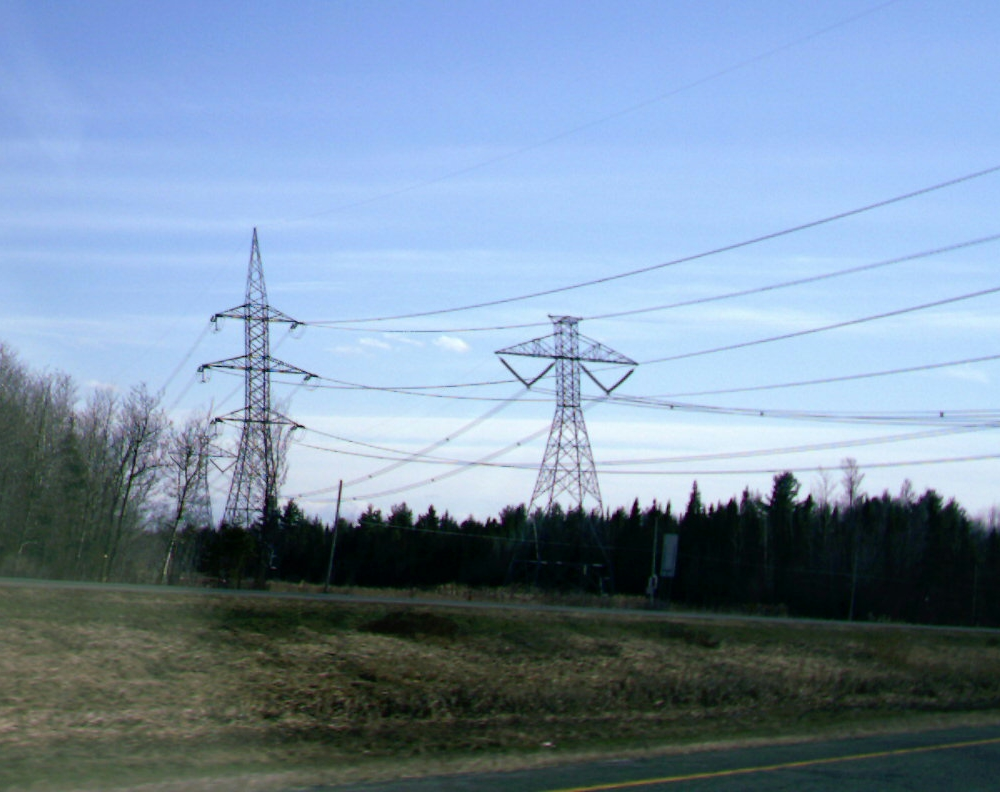
Línea de alto voltaje 450 kV de corriente directa (AVCD) de lado derecho en el lado Sur de Autoroute 20 al este de la estación Nicolet.

### Tormenta de hielo de 1998

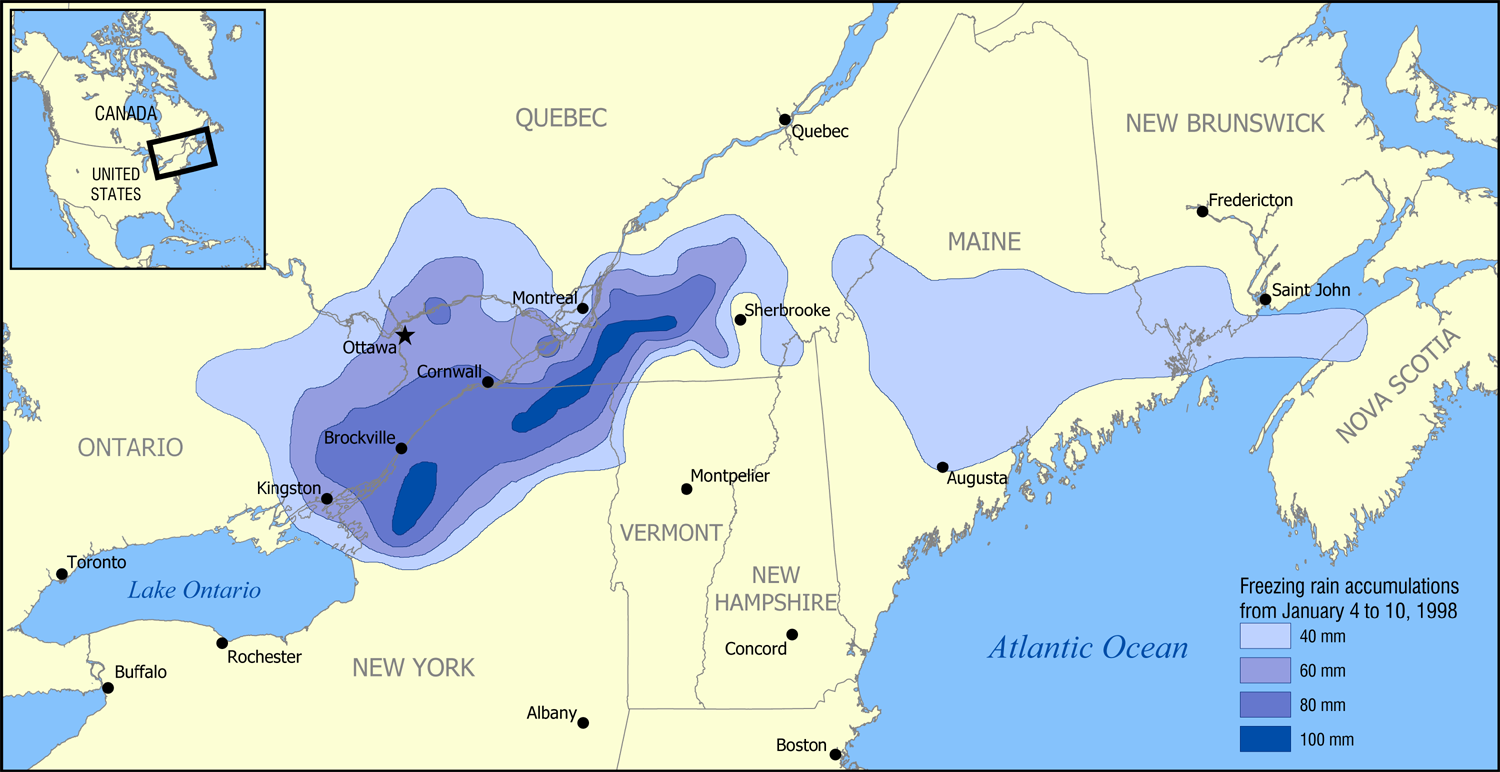
Precipitaciones en Quebec y el Noreste de los Estados Unidos.

#### Pérdidas materiales

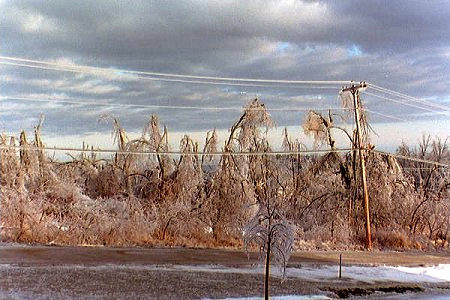
Daños en árboles y en la línea de distribución de energía.

## Historia

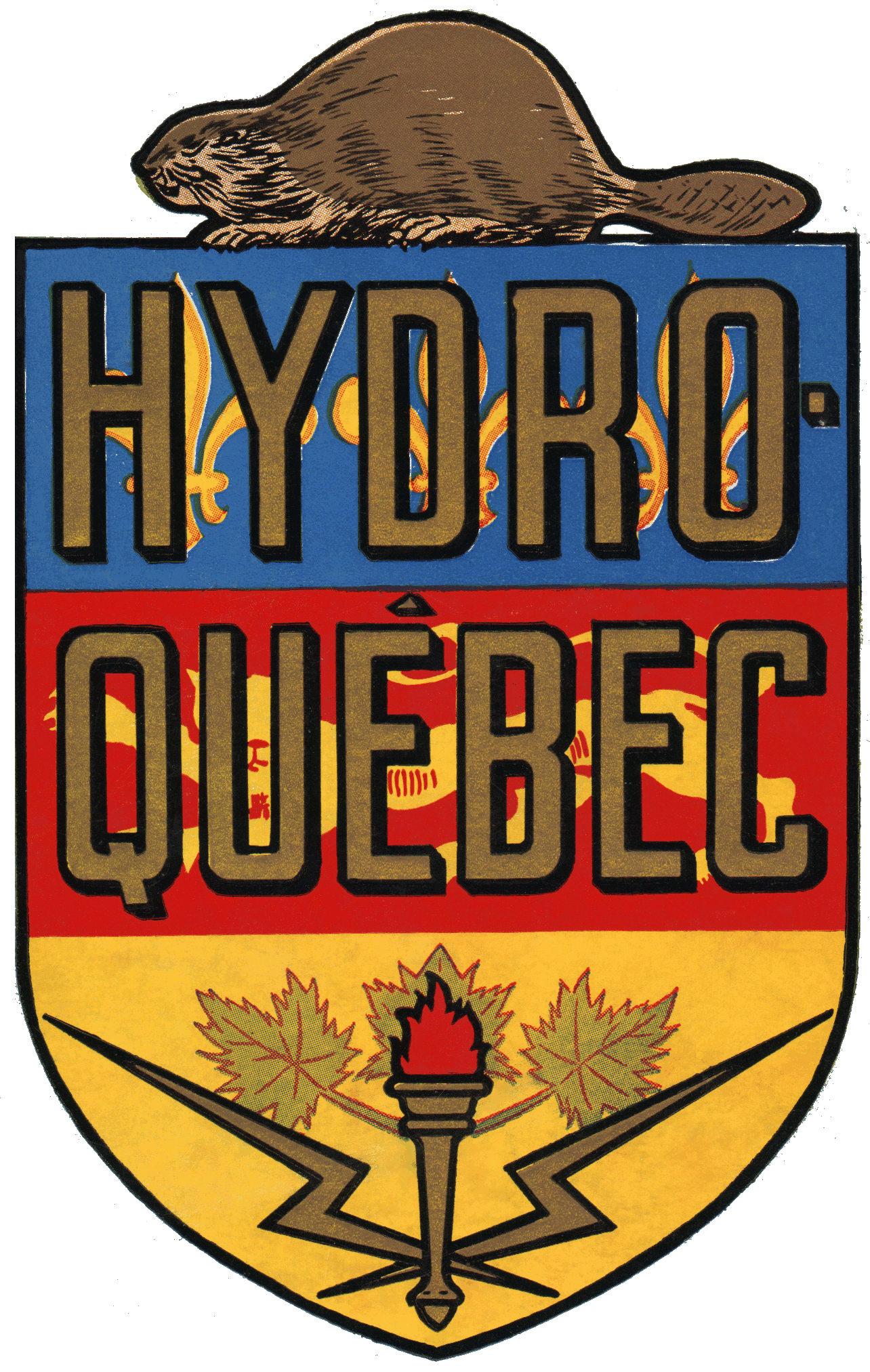
Primer logo de Hydro-Québec (1944-1960)

Las primeras centrales hidroeléctricas de Quebec fueron construidas por empresarios privados a finales del siglo XIX. En 1903 se construyó la primera línea de larga distancia de transmisión de alta tensión en América del Norte, una línea de 50 kV que conectaba la central de energía de Shawinigan con Montreal, a una distancia de 135 km. Durante la primera mitad del siglo XX, el mercado estaba dominado por monopolios regionales, cuyo servicio era públicamente criticado. En respuesta, en 1944 el gobierno provincial creó Hydro Quebec, a partir de la expropiación de Montreal Light, Heat & Power.
En 1963 Hydro-Québec compró las acciones de casi todas las restantes compañías privadas de energía de Quebec y emprendió la construcción del complejo hidroeléctrico Manicouagan-Outardes. Hydro-Québec tuvo que innovar para transmitir la producción anual del complejo de aproximadamente 30 billones de kWh a una distancia de casi 700 km. Liderada por Jean-Jacques Archambault, se convirtió en la primera empresa en el mundo que podía transmitir electricidad a 735 kV en vez de 300-400 kV, el estándar mundial en ese momento. En 1962, Hydro-Québec procedió a la construcción de la primera línea de alta tensión de 735 kV en el mundo. La línea, que se extendía desde la presa Manicouagan-Outardes hasta la subestación Levis, fue puesta en servicio el 29 de noviembre de 1965.
En los siguientes 20 años, desde 1965 a 1985, Quebec experimentó una masiva expansión de la red de energía de 735 kV y de su capacidad de generación hidroeléctrica. Hydro-Québec Équipment, otra división de Hydro-Québec, y  Société d’énergie de la Baie James construyeron estas líneas de transmisión, subestaciones eléctricas y centrales generadoras. La construcción del sistema de transmisión de energía para "La Grande Phase One", parte del James Bay Project, demandó 12 500 torres, 13 subestaciones eléctricas, 10 000 kilómetros (6 000 millas) de cable de puesta a tierra y 60 000 km (40 000 millas) de conductor eléctrico a un costo de C$ 3.1 billones. En menos de cuatro décadas, la capacidad de generación de energía de Hydro-Québec pasó de 3 000 MW en 1963 a casi 33 000 MW en 2002, con 25 000 MW de esa energía enviada a los centros de población mediante líneas de alta tensión de 735 kV.

### James Bay

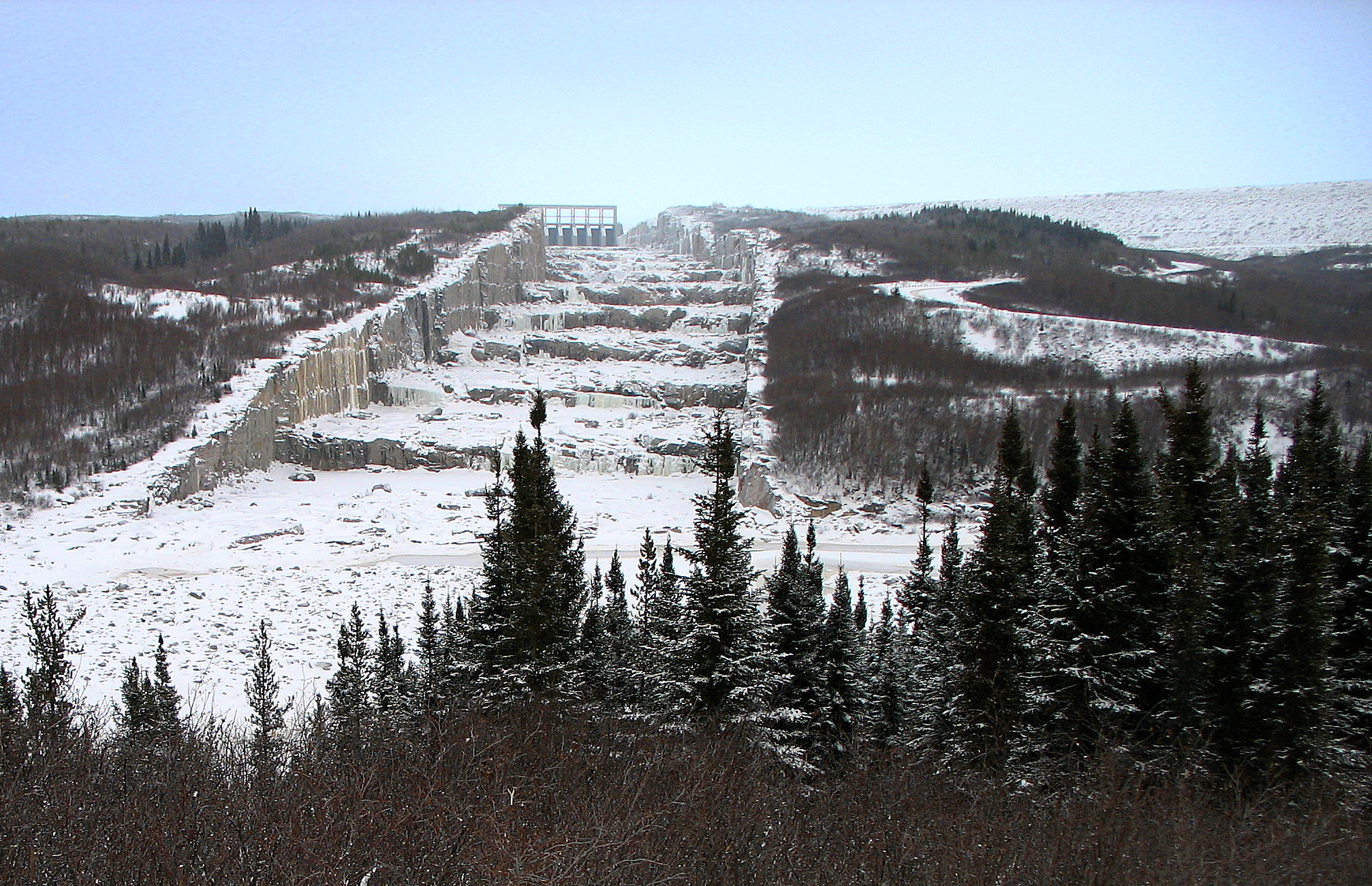
The spillway of the Robert-Bourassa Dam (formerly La Grande-2 Dam), one of many hydroelectric dams supplying power to the load centres of Montreal, Quebec City, and the Northeastern United States

### Líneas de Alta Tensión de 735 / 765 kV AC

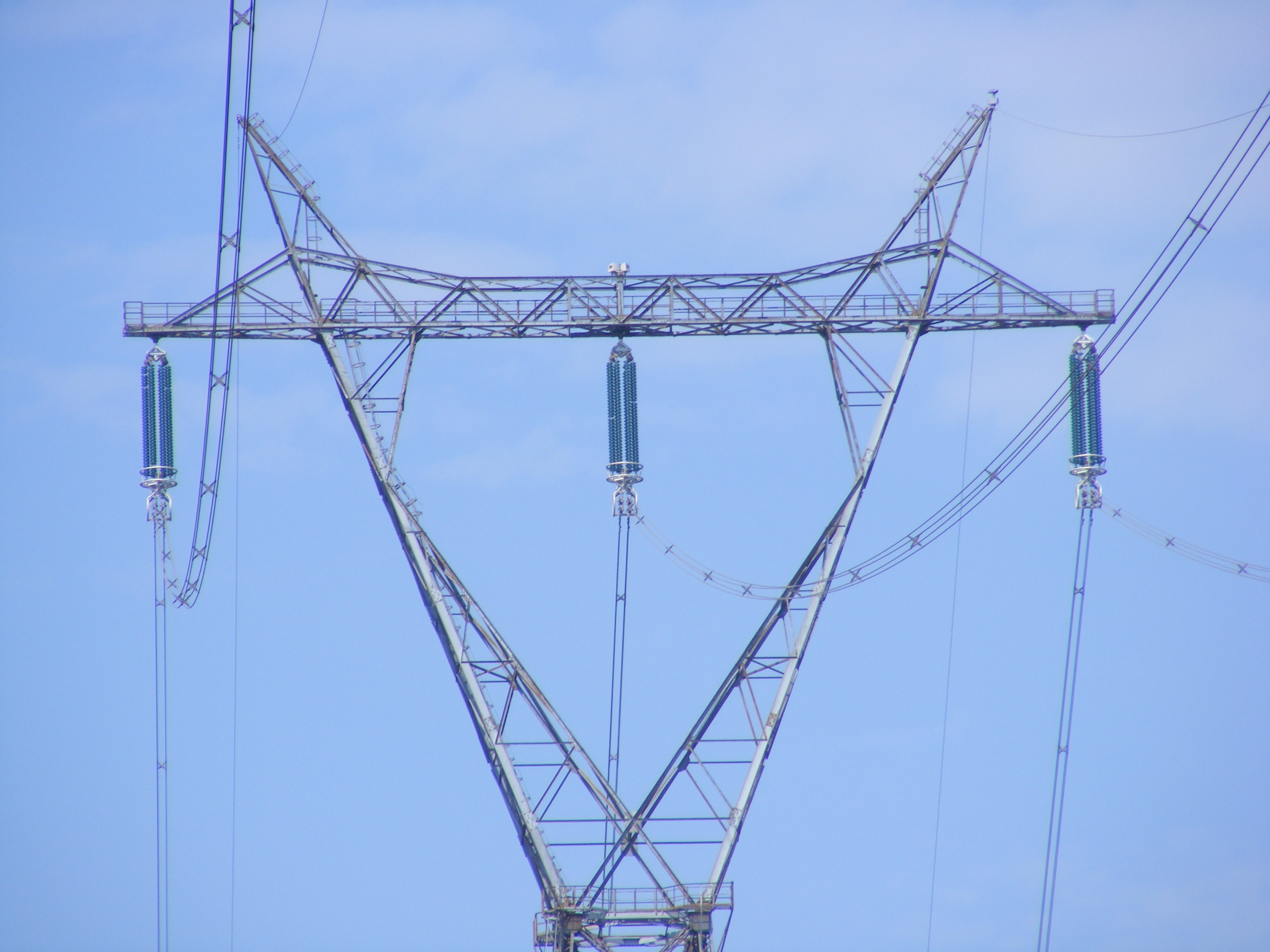
Una torre eléctrica de Mae West de líneas de alta tensión 735 kV de Hydro-Québec TransÉnergie, reconocible por los espaciadores en figura de X separando los tres sets de 4 conductores.

#### Recorridos

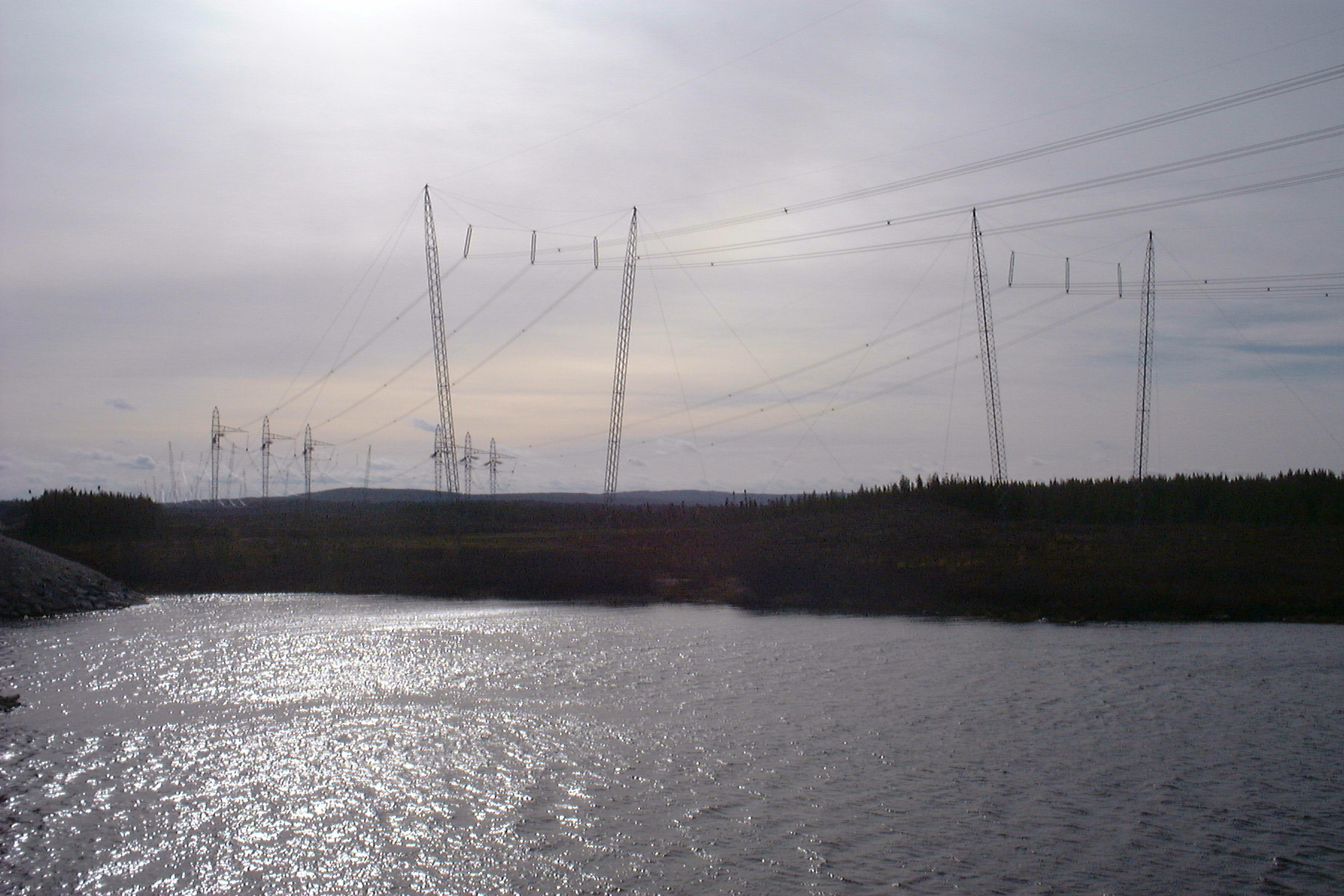
Torres de suspensión "Chainette" ("pequeño collar") usadas en algunas partes de líneas de 735 kV entre el complejo hidroeléctrico James Bay y Montreal.

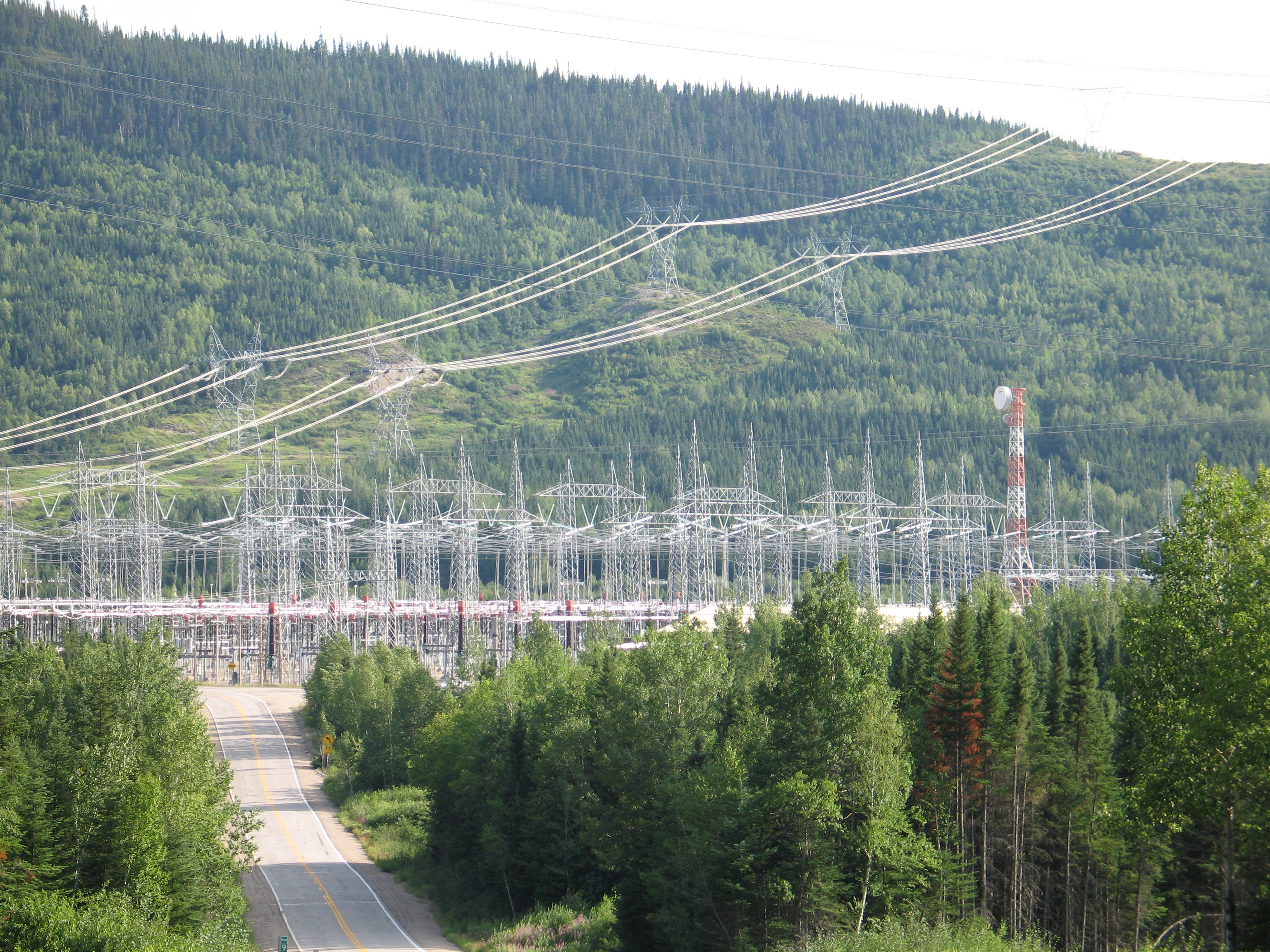
La subestación de Micoua en la costa Norte de Quebec. La subestación es uno de los centros de transmisión de TransÉnergie.

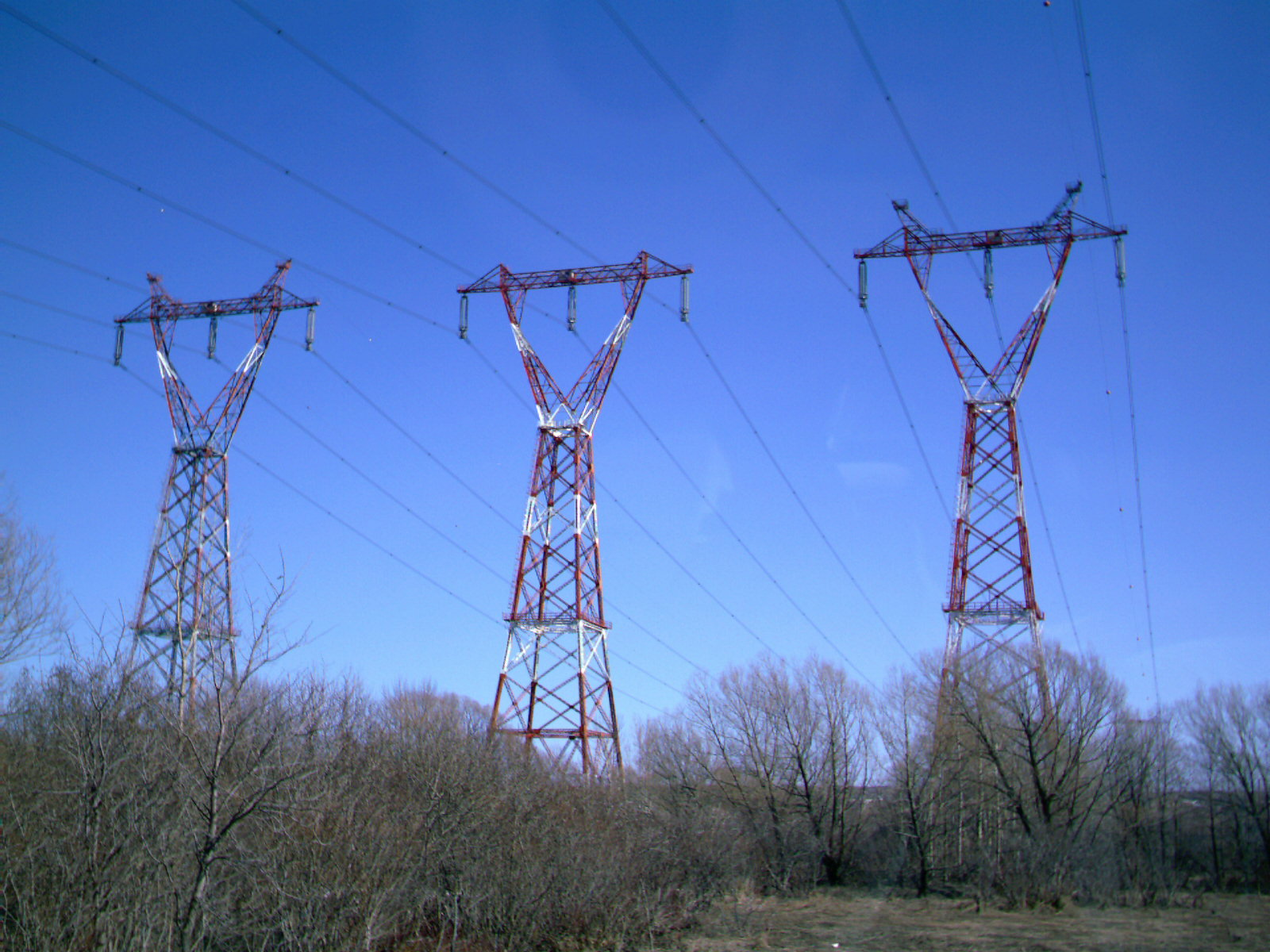
Torres Mae West en el límite Boischatel - L'Ange-Gardien, en la ruta 138 al este de la ciudad de Quebec. Las líneas cruzan el río San Lorenzo hacia el sur, en dirección a Île d'Orléans.